# 早大童話会
早大童話会（そうだいどうわかい）は、早稲田大学に存在した学内サークル。童話・児童文学の研究や作品発表を目的としていた。通称「童話会」。
当記事では早大童話会のメンバーが中心となって作った、びわの実会（びわのみかい）や、児童文学研究会（じどうぶんがくけんきゅうかい）などの派生団体についてもあわせて説明する。早大童話会やびわの実会は数多くの児童文学作家・児童文学研究者・翻訳家・脚本家・放送作家・編集者などを輩出（漫画界におけるトキワ荘のようなもの）、日本の児童文学史を語る上で欠かせない存在となった。
2011年現在早稲田文芸会（わせだぶんげいかい）と児童文学研究会が存在。童話のみならず、大人向けの小説や評論、書籍以外のメディアも幅広く扱っている。

## 経歴

### 早大童話会の創立と初期
1925年創立。創立理由は、関東大震災の被災者の震災小屋（今で言う仮設住宅）に住む児童の慰問を行った早大生が「児童文化のサークルが学内に無い」と考えたため。当時「童話界の三羽烏」と呼ばれた小川未明、坪田譲治、浜田広介の三人が顧問となった。当初は微妙に違う名の団体だったが、翌年児童劇部・童謡部・童話部が各分割され、正式に早大童話会となる。
当時の部室は、学生会館の地下室である19号室。寺村輝夫はここで英会話サークルの場所を聞いた事が、古田足日と砂田弘は斜め向かいに部室があった現代文学研究会に入っていたことが、童話会に入るきっかけだった。
会誌は1935年から『童苑』を発行、1938年より刊行形態を仕切りなおして号数を一号から振りなおす。翌年から新聞形式で1-2ヶ月に一回発行の『童話界』も加わった。戦争中は学徒動員号を出した後、物資不足で発行が中断。1949年に『童話界』が再開したが、翌年再開した『童苑』に統合され発展的解消。同誌には合評会を経て幹事会で選ばれた優秀作しか掲載されず、後にプロデビューする人物でも、大学時代は一度も載せてもらえなかった者がいた。合評会自体は2011年現在も行われている。
寺村や千葉幹夫によると、当時は書いた作品を先輩たちの前で朗読させられ、平凡だと「ハイ、次!」（もういいから、次の人）と言われ、次の人に交替させられるばかりで、批評をもらえても「ここが悪い」「あそこが悪い」と、重箱の隅まで罵倒合戦だったという。
戦争中から少なくとも1950年代頃までは、大隈講堂で早稲田子ども会を毎年開き、日本舞踊や落語も招待・上演されていた。
1950年頃は毎週新作を書いてくると執筆枚数を申告して累計し、年間でもっと執筆枚数の多い会員に、当時まだ貴重品だった原稿用紙がプレゼントされた。山中恒は在籍中常にトップの執筆枚数を誇り、その次が鳥越信だったと、山中や古田が証言している。
輩出者
以下の輩出者・参加者一覧について、複数の団体に関与する人物は、一番上に位置する団体のみに記述する。
- 今西祐行（児童文学作家）
- 大石真（児童文学作家）
- 岡沢秀虎（ロシア文学者）
- 岡本良雄（児童文学作家）
- 川崎大治（児童文学作家）
- 北村順治（児童文学研究者、翻訳家）
- 神宮輝夫（児童文学研究家、翻訳家）
- 鈴木隆 (作家)（児童文学作家）
- 砂田弘（児童文学作家、児童文学研究者、伝記作家、翻訳家）
- 高橋健（児童文学研究者、翻訳家）
- 竹崎有斐（児童文学作家）
- 寺村輝夫（児童文学作家）
- 鳥越信（児童文学研究家）
- 永井萌二（児童文学作家）
- 古田足日（児童文学作家、児童文学研究者、伝記作家）
- 前川康男（児童文学作家、伝記作家、翻訳家）
- 水藤春夫（児童文学作家、児童文学研究者）
- 山中恒（児童文学作家、児童文学研究家、放送作家、脚本家、作詞家）

### 少年文学宣言
神宮によると、童話会時代は前述の未明・広介・譲治の影響で牧歌的な作品が広まっていたが、神宮の一年下で古田と鳥越が入会後、社会や政治と結びつけたやや硬い雰囲気に急変、「未明なんか駄目だ」という空気になったという。
1953年に古田と鳥越が「少年文学の旗の下に!」というタイトルコピーで「少年文学宣言」を発表。神宮と山中もこれに強く共鳴し、この四人は童話会・派生団体・プロ作家などにおいて、坪田とはまた別に、特異性のある関係を保っていく事になる（以下便宜上、鳥越たち四人と略す）。
こうしてこの世代の会員は、一世代前のびわの実会とある種の距離を隔つようになったが、砂田のように両派にまたがって活動した者もいる。さらに時代がたつと、児童文学者協会が第三派に加わった。鳥越と神宮はその後早大で教鞭をとり、会員の中には童話会OBと知らずに授業を受けていた者もいた。
だが鳥越たち四人が上級生になると、今度は下級生たちが少年文学宣言に否定感を示すようになり、千葉は1965年、三年の時に早稲田祭で未明・広介・譲治を再検証するシンポジウムを開催する。鳥越たち四人と下級生たちは思想的に決別したが、プライベートでの交流は続いた。
後述の早稲田文芸会に改名後、早稲田文芸会宣言という文書が作られた事がある。これはネーミングからわかる通り、少年文学宣言のパロディである。

### 少年文学会に改名
そして鳥越により早大童話会を少年文学会に、会誌名も『童苑』から『少年文学』に改名。会誌改名は1953年とされ、苑が常用漢字でないというのも改名の理由だったという。会誌改名のニュースは『日本児童文学』『東京新聞』にも掲載された。
だが両者同時に変えるのは極端だという指摘で（古田によれば「そう言ったのは自分ではないか」とも思っているが、古田の記憶に確証がないという）、それぞれタイミングをずらし、サークルは1960年に改名された。このためサークルの改名時期は当時の会員間でも記憶違いの証言が存在している。また同一組織であれど、組織名の知名度は早大童話会より劣るため、その後の文献や輩出者のプロフィールでは、少年文学会時代でも「早大童話会」と記されることが多い。
また53年には初の女性会員が4人入会、比率にして約6人に1人ぐらいが女性になったとの事。
川北によると1970年頃には会報と別に、新入生のみの作品集『狄』（てき）を発行していた。毎週火曜と木曜が評論研究会、土曜が自分たちで書いた作品を見せる創作研究会だったという。後述の学生闘争激化前は、合宿も行っていた。プロになった先輩作家を呼ぶシンポジウムを行う早稲田祭が終わると、旗を持って山手線ぞいに徹夜で歩くというイベントもあり、所要は約12時間。後藤が600枚の作品を書いてきた時は、編集長だった千葉が掲載を決断し、印刷費は鳥越などの先輩からもカンパを頼んだ。
1970年頃は少年文学会・切手研究会・童謡研究会の三団体で部室を共同使用、童謡研究会には当時矢崎節夫が在籍していた。童謡研究会はその後、童謡とは名ばかりにヘビーメタルを扱うようになったが、やがて少年文学会と関係が悪くなり、2007年に別の部室に移動した。
1973年より雑記帳『裸婦と餓鬼』（らふとがき。ラフと書きのもじり）を発行、やがて1973年頃より冊子形式で『裸婦餓鬼』に改名して年2-3回発行、1979年にはまとまった同人誌のスタイルへと出世し、1980年代まで続く。これは源流をたどれば童話会時代から続く、由緒ある名である。2004年には『少年文学会・童謡研究会・裸婦餓鬼合併号』を発行している。
輩出者
- 大岡秀明/多珂秀明（児童文学研究者）
- 小沢正（児童文学作家、翻訳家）
- 小桧山奮男（児童文学作家、翻訳家）
- 川北亮司（児童文学作家、脚本家、漫画原作者）
- 後藤竜二（児童文学作家）
- 杉山経一（児童文学作家）
- 鈴木悦夫（児童文学作家、作詞家）
- 鈴木実（児童文学作家）
- 千葉幹夫（児童文学作家、児童文学研究者、妖怪研究家）
- 松井荘也（児童文学作家）
- 松谷さやか（翻訳家）
- 三田村信行（児童文学作家）
- 山元護久（児童文学作家、放送作家、作詞家、脚本家）

### 学生闘争による文芸活動の閉塞
1960年代末から各大学で学生闘争が活発化、1970年の安保闘争直前には童謡研究会、次いで切手研究会も学生闘争に行き、少年文学会の主要会員もほとんどが革マル派になる。川北によると、川北在籍時に学生闘争をしていない会員はたった三人で、これが#児童文学研究会旗揚げの起因となる。
ゲバ棒を見ることも日常茶飯事で、評論の場も児童文学と関係ない日本共産党批判ばかりになり、学生闘争をせず児童文学を書く事自体が批判されるようになった時期もあった。
学生闘争が沈静化した1970年代後半からは、紛争後のキャンパスの自由な雰囲気の中で、児童文学を中心とした読書会が開催されるようになる。
少年文学会と書かれたヘルメットは、第一学生会館が取り壊される頃まで部室の金庫に眠っていた。
古い会誌（「裸婦餓鬼」）は1980年頃、当時の少年文学会会員によってバインダーにまとめて保存され、2000年頃まで部室に残っていたが、学生会館取り壊しに伴い、その後は行方知れずとなっている。

### 早稲田文芸会に改名
2006年改名。通称「わせぶん」。
時代がたつと会員が一時減少して勧誘が困難になり、文連加盟サークルより離脱した。そしてより広い分野で仲間を集めていこうとし、改名が検討される。また少年文学会という名がボーイズラブと誤解される事があり、年に5-6人は言われたとのも改名の理由となった。早稲田文学と団体名や活動趣旨の混同を避ける事も考慮し、この名で決定した。改名後は入会希望者が増え、100人をこえてしまった時もあるという。
2007年からマスコットキャラとして、"W"(Waseda)マークのついた学帽をかぶったのまネコのような姿の「わせぶんちゃん」が登場した。これは元々のまネコ問題への批判としてキャラを作り、毎年新しいキャラにしていこうかと考えた所、そのまま定着したもの。現在は同会関連の随所に描かれている。
2011年現在の会員は60人台、実働会員は40人ほど。
輩出者
- 稲泉連（ノンフィクション作家）

## 童話会・少年文学会からの派生団体

### びわの実会
坪田が1951年7月創立。設立動機はかつて存在した児童文学サークル「赤い鳥」が目標だが、もう一つの理由として「少年文学宣言で未明と広介が賛否両論に晒された後、自分（坪田）も否定されるのではないかという恐れがあった」と、神宮は坪田から何度も聞かされたという（『早大児文サークル誌』49Pより）。
ネーミングは1935年に坪田が書いた童話『ビハの実』から。坪田はかつて自宅にビワを植えたところ、「ビワは不吉だ」といわれたが、抜く事に反対。このビワの木は坪田のシンボルとなった。
坪田の人脈から童話会OBが多数参加したのが特徴で、初回参加者では岡本、前川、竹崎、今西、大石、寺村など。早大を卒業した会員は自動的にびわの実会に参加、会員でなくとも早大生なら誰でも坪田の蔵書が読めた。童話会創作部20周年記念『童苑』は少年文学会とびわの実会の合併号で発行、『早大童話会35年のあゆみ』も童話会・びわの実会両所属経験者が発行している。
同人誌『びわの実ノート』、1963年に（隔）月刊商業誌『びわの実学校』を発行し、誌中連載から単独書籍となったヒット作も多い。『びわの実学校名作選』（東京書房）は1969年に毎日出版文化賞の文学・芸術部門を受賞している。坪田の没後も松谷が責任編集を受け継ぐなど活動は長く続いたが、参加者の高齢化（創立時の男性メンバーは2011年の時点で全員物故者となっている）および坪田とそのポリシーをリアルタイムで知る者がいなくなった事を理由に、2007年活動終了。同年まで発行された『びわの実ノート』が、2010年現在もポプラ社から購入できる。
豊島区の坪田の自宅はびわの実会の活動拠点のみならず、1961年頃から児童文庫「びわの実文庫」としても使われ、会員と子供たちの合同キャンプも行われた。その後東久留米市にも家が建てられ、文庫以外の機能は東久留米でも行われる。豊島区の家は長男が相続し、豊島区の史蹟として幾つかのサイトに掲載されているが、マンション建設のため2010年に解体された。東久留米の家は理基男の一族が相続。
早大外からの参加者
- あまんきみこ（児童文学作家）
- 大川悦生（児童文学作家）
- 沖井千代子（児童文学作家）
- 庄野英二（児童文学作家）
- 関英雄（児童文学作家）
- 坪田理基男（児童文学作家、児童文学研究者） - 譲治の三男。
- 松谷みよ子（児童文学作家、民話収集家、人形劇団員）
- 宮川ひろ（児童文学作家）
- やべみつのり（児童文学作家、挿絵画家）
- 米川みちこ（児童文学作家）

### 子どもの樹
砂田、高橋、松井らが1954年創立。
早大外からの参加者
- 安達敏吉
- 大野樺子

### 小さい仲間
鳥越たち四人が中心となって、少年文学宣言の翌年である1954年6月に創立。
早大外からの参加者
- 安倍光子
- 北村順治
- 鴻巣良雄
- 斎藤文恵 - ここまでが初回参加者、ここから下は第二号以後からの参加者。
- 佐野美津男
- 佐々木守
- 横谷輝
- 前述済みの参加者からは小桧山、鈴木実、山元も参加。このほか寄稿者に安藤美紀夫、猪熊葉子、大井三重子など。

常に発行が遅れ、奥付について鳥越は規定の、古田は現実の発行日を主張した。看板作品は創刊号から最終号まで毎号山中が書いた連載『赤毛のポチ』で、山中の出世作にもなった。この出世作のため、当時山中と知人だった者は、山中をポチさんと呼んだ。
びわの実会は少年文学宣言に反対または無関心な者が多く、児童向けの新たな作品創作を主眼に長く続いたのに対し、小さい仲間は少年文学宣言に賛同した、児童文学評論に比重を置いた集まりで、1958年6月32号で終了とやや短命に終わった。

### 児童文学実験集団
鳥越たち四人が58年翌7月創立。だがこちらは1年ほどで自然消滅してしまった。
早大外からの参加者
- 石井美子（香山美子）
- いぬいとみこ
- 岩本敏男
- 上野瞭
- 江部満
- 遠藤豊吉
- 片山悠
- 鈴木喜代春
- 前述済みの参加者からは大石、上、佐野も参加。

### ぷうの会
山元と小沢が1958年に創立、他に小桧山や杉山、後から三田村も参加。日本初の幼年童話専門団体で、ネーミングは山元が大好きだった『くまのプーさん』から。2～3年という短い活動期間で自然消滅したが、会誌『ぷう』で小沢が発表したトラノ・トラゴロウシリーズは『目をさませトラゴロウ』として、小沢の初単行本かつ出世作となった。

### 児文研以前の川北関連派生団体
少年文学会の川北はもう一人の会員と宮沢賢治研究会を作ったが、学生闘争逃れのためであり、どんな活動をしたか覚えていないという。賢治の銅像が少年文学会で保管されていたが、2009年に廃棄された。
その頃派生団体の一つに、大岡・後藤・鈴木悦夫の作った『たろう』が存在していたが、前述の政治的衝突で鈴木が脱会。大岡・後藤の雀友だった川北と、もう一人の少年文学会会員の四名で仕切りなおし、児童文学研究会『風車』となる。学生闘争に嫌気がさした少年文学会の会員たちも、こちらでの活動が中心になった。川北のデビュー作『はらがへったらじゃんけんぽん』は『風車』が初出である。
やがて東洋大学の児童文学サークル『トナカイ村』の一部会員と合併して『ある研』が発足。ネーミングは「ある研究会」からで、会誌『燃える樹』を発行。
早大外からの参加者
- 中島信子（児童文学作家）
- 大和田夏希（漫画家）

### 児童文学研究会
川北が1972年頃創立。ただし少年文学会に対するのれん分けや袂の分かち合いでなく、移籍は川北一人のみである。通称は「児文研」や「JBK」。
すでにプロデビューしていた川北は、学生闘争でもう少年文学会に顔が出せなくなっていたが、児童文学中心のサークルを再び作るため、児童文学評論を目指す後輩、児童文学に関心があった教育学部の女子学生と三人で、児童文学研究会の設立を申請する。8号館地下の部室確保には、川北と同学年で後藤の妹である小泉るみ子が協力した。顧問は鳥越と川北。
創立当時の機関誌は『ごんべえ』『ビードロ』『飛行機雲』、新人会誌『かみひこうき』（新人紹介誌に発展的解消）。後述の各パートでも機関誌を発行したが、現存するものは少ない。
創立初期は学生闘争と別にガタイ系で「怖い」「泣かされる」サークルであり、入会前の新入生にもそれが知れていたが、1977年頃の幹事長がその方針を改めたと、79年に幹事長を務めたいとうは語っている。
同会には創立当初より研究会と（宮沢賢治研究会、赤い鳥研究会なども存在した）、自由参加の分科会が存在していたが、やがて班という名を経由して「パート」と呼ばれるようになり、以後多くのパートの改廃が発生する。かつて存在した新人パートでは鳥越の指導の下、童話会の大先輩の作品を読まされた。
1977年に大学公認。1987年より早稲田祭に参加、冊子配布や紙芝居上演を行っている。1997年より学生の会。性別比は2011年の時点で男性が約30人・女性が約50人と、昔と逆に女性が多い。
輩出者
- いとうひろし（児童文学作家、挿絵画家）
- 上村令（編集者）
- 荻原規子（小説家）
- 北川草子（児童文学作家、詩人）
- 戸谷陽子（翻訳家）
- やよい（たかまつやよい）（漫画家、漫画原作者）

### 公式サイト
- 早稲田文芸会 公式サイト
- わせぶんブログ
- 早稲田文芸会 Twitter
- 早稲田大学児童文学研究会 公式サイト - ウェイバックマシン（2006年8月3日アーカイブ分）

### その他
- 早稲田と文学 - ウェイバックマシン（2008年4月22日アーカイブ分）
  - 早稲田の児童文学 - ウェイバックマシン（2008年2月13日アーカイブ分） - 文章は前述の前川。
  - 早稲田と文学（びわの実学校）
- 60年代の早大童話会- 文章は前述の千葉。